# Волчє Ніве
Волчє Ніве (словен. Volčje Njive) — поселення в общині Мирна, регіон Південно-Східна Словенія, Словенія.